# Pronectria anisospora
Pronectria anisospora är en lavart som först beskrevs av Lowen, och fick sitt nu gällande namn av Lowen 1990. Pronectria anisospora ingår i släktet Pronectria och familjen Bionectriaceae.   Inga underarter finns listade i Catalogue of Life.
I den svenska databasen Dyntaxa används istället namnet Trichonectria anisospora för samma taxon.  Arten är reproducerande i Sverige.